# 헨리 (가수)
헨리(본명: 헨리 라우, 1989년 10월 11일 ~ )는 대한민국을 중심으로 활동 중인 중국계 캐나다인(Chinese Canadian)으로 대중음악인이다. 또한 슈퍼주니어-M의 메인 댄서, 리드보컬이었다.

## 학력
- 버클리 음악 대학
- 토론토 대학교

## 음반

### 앨범
- The 1st Mini Album Trap
- The 1st digital Single 1-4-3
- The 2nd Mini Album Fantastic
- The 3rd Mini Album JOURNEY
- Monster
- 쟤 보지 마 (U & I) - 헨리, 써니
- That one
- 그리워요 (Girlfriend)
- 끌리는 대로 (I'm good)
- 사랑 좀 하고 싶어 (Real love)
- 우리 둘 (Runnin`) - 헨리, 소유
- 《칠전팔기 구해라》 OST Part 10. 길
- 《칠전팔기 구해라》 OST Part 11. 촛불하나
- 《우리집에 사는 남자》 OST Track 2. 니 맘에 들어갈래
- 《당신이 잠든 사이에》 OST Part 2. It's You
- 《투유 프로젝트 - 슈가맨2》 Part 6. 엉뚱한 상상 - 헨리, 써니
- hey bro
- 제목없는 Love Song (Untitled Love Song)
- 《신입사관 구해령》OST Part 1. Fall in Luv
- I LUV U
- 한강의 밤
- 可是我爱你 (But, I Love You)
- 너만 생각해 (Thinking of You)
- Nice Things
- Him-na song Label Project 01 - TRUST YOUR PACE
- 《드라마월드》 OST Part.1 - 왜 이렇게 좋아

## 수상 내역
- 2014년 12월 29일 : MBC 《방송연예대상》 - 쇼·버라이어티 부문 신인상 남자 신인상 《진짜 사나이》
- 2017년 12월 29일 : MBC 《방송연예대상》 - 버라이어티 부문 남자 우수상 《나 혼자 산다》, 《세모방》
- 2019년 7월 18일 : 2019 방송광고 페스티벌 - CF스타상
- 2019년 12월 17일 : 2020 대한민국 퍼스트 브랜드 대상 - 엔터테이너부문 수상
- 2019년 12월 29일 : MBC 《방송연예대상》 - '베스트 커플상’ 헨리-기안84, '베스트 팀워크상' 《나 혼자 산다》
- 2020년 12월 21일 : 2020 올해의 예술후원인대상 - 개인기부부문 수상, You tube 음악영재발굴 컨텐츠 《Henry More Henry : 같이헨리》, 꿈의 오케스트라 홍보대사

## TV 출연

### 방송
- SBS 《놀라운 대회 스타킹》 출연자 (2007.10.13)
- SBS 《놀라운 대회 스타킹》 게스트 (2009.12.19 ~ 12.26)
- SBS 《강심장》 게스트 (2011.02.22 ~ 2011.03.01)
- 올'리브 《마스터셰프 코리아 셀러브리티》 (2013.02.22 ~ 2013.04.12)
- KBS2 《해피투게더 시즌 3》 306회 게스트 (2013.07.04)
- KBS2 《대국민 토크쇼 안녕하세요》 131회 게스트 (2013.07.08)
- KBS2 《해피선데이:맘마미아》 20회 게스트 (2013.08.25)
- MBC 에브리원 《주간 아이돌》 (2013.10.09)
- MBC 《진짜 사나이》 (2014.2.16 ~ 2015.1.18)
- KBS2 《해피투게더 시즌 3》 342회 게스트 (2014.03.27)
- SBS 《놀라운 대회 스타킹》 출연자 (2014.03.29)[1]
- JTBC 《크라임씬》 (2014.05.10 ~ 2014.05.31)
- MBC 《섹션TV 연예통신》 인터뷰 (2014.05.18)
- KBS2 《대국민 토크쇼 안녕하세요》 181회 게스트 (2014.07.14)
- KBS2 《해피투게더 시즌 3》 356회 (2014.07.24)
- KBS2 《유희열의 스케치북》 (2014.07.25)
- SBS 《매직아이》 (2014.07.29)
- MBC 《별바라기》 (2014. 07.31)
- KBS2 《밥상의 신》 15회 (2014.08.07)
- KBS2 《우리동네 예체능》 (2014.08.19 ~ 2014.09.09)
- SBS 《주먹쥐고 주방장》 (2014.09.09 ~ 2014.09.10)
- SBS 《슈퍼주니어M의 게스트하우스》 (2014.10.26 ~ 2015.01.18)
- tvN 《언제나 칸타레》 (2014.12.05 ~ 2014.12.26)
- MBC 《우리 결혼했어요》 (2015.03.14 ~ 2015.06.13)
- MBC 에브리원 《천생연분 리턴즈》 1기 (2015.03.10 ~ 2015.03.24)
- MBC 《무한도전》 식스맨 특집 (2015.03.21)
- SBS 《룸메이트2》 (2015.04.07)
- KBS2 《해피투게더 시즌 3》 395회 (2015.04.30)
- MBC 뮤직 《세븐틴 프로젝트 - 데뷔 대작전》 4회 (2015.05.10)
- SBS 《런닝맨》 248회 (2015.05.24)
- MBC 《세바퀴》 (2015. 05.29)
- tvN 《언제나 칸타레 시즌 2》 (2015.6.20 ~ 2015.08.01)
- JTBC 《내 친구의 집은 어디인가》 캐나다편 (2015.07.04 ~ 2015.08.08)
- 디즈니채널 《미키마우스 클럽》 9화 (2015.09.17)
- KBS2 《해피선데이: 1박 2일》 (2015.09.27~2015.10.04, 2015.10.18)
- TV조선 《인스턴트의 재발견! 간편밥상》 (2015.10.22 ~ 2015.10.29)
- MBC 《능력자들》 11회 (2016.01.22)
- MBC 《라디오스타》 463회 돌+돌아이돌 특집 (2016.01.27)
- JTBC 《아는 형님》 (2016.01.30)
- 올'리브 《마스터셰프 코리아4》 강민주 친구 (2016.03.03)
- JTBC 《헌집줄게 새집다오》 (2016.02.11 ~ 2016.07.28)
- JTBC 《쿡가대표》 (2016.02.17 ~ 2016.08.10)
- KBS2 《가싶남》 (2016.03.05 ~ 2016.03.19)
- KBS2 《배틀트립》 (2016.04.16)
- JTBC 《#인생메뉴, 잘 먹겠습니다》 (2016.09.24)
- MBC 《마이 리틀 텔레비전》 (2017.10.15 ~ 2017.10.22)
- KBS2 《유희열의 스케치북》 (2017.03.04)
- MBC 《나 혼자 산다》 (2017.01.20 ~ )
- KBS2 《해피투게더 시즌 3》 457회 (2016.07.14)
- 채널 CGV 《나도 영화 감독이다: 청춘 무비》 (2016.07.31 ~ 2016.08.28)
- tvN 《냉장고를 부탁해》 (2016.10.24 ~ 2016.10.31)
- JTBC 《님과 함께 시즌2 - 최고의 사랑》 78회 (2016.11.01)
- SBS 《생 리얼수업 초등학쌤》 (2017.01.27)
- KBS2 《해피투게더 시즌 3》 489회 (2017.03.09)
- JTBC 《아는 형님》 (2017.03.18)
- MBC 《은밀하게 위대하게》 (2016.10.15 ~ 2016. 10.22)
- KBS2 《해피투게더 시즌 3》 499회 (2017.05.18)
- MBC 《오빠생각》 3회 (2017.06.03)
- MBC 《미스터리 음악쇼 복면가왕》 (2017.06.11) - 가왕전까지 문워크로! 화이트 잭슨!
- tvN 《현장토크쇼 택시》 (2017.06.21)
- tvN 《눈덩이 프로젝트》 (2017.06.27)
- KBS2 《대국민 토크쇼 안녕하세요》 332회 게스트. (2017.07.03)
- SBS 《박진영의 파티피플》 (2017.09.17)
- tvN 《인생술집》 (2017.10.26)
- JTBC 《투유 프로젝트 - 슈가맨》 시즌2 (2018.02.25)
- MBC 《세모방: 세상의 모든 방송》
- SBS 《마스터키》 (2017.10.14~2017.11.04) 1-5회
- JTBC 《비긴어게인》 시즌2 7화~12화 (18.05.2.~6.29)
- SBS 《빅 픽쳐 패밀리》 (2018) 스케줄상 하차
- JTBC 《한끼줍쇼》 106회 (2018.11.21)
- SBS 《가로채널》 (18.11.29)
- tvN 《선다방 가을겨울편》 11화~12화 (18.12.10~18.12.17)
- KBS2 《유희열의 스케치북》 성탄특집 424회 (18.12.22)
- JTBC 《아이돌룸》 45회 (19.04.09.)
- JTBC 《비긴어게인》 시즌3 (2019.07)
- MBC 《놀면 뭐하니?》 (2020.05)
- MBC 《나 혼자 산다》 (현재)

### 드라마
- 2013년 《달콤한 나의 도시 리메이크 첨밀도시(甜蜜都市)》 - 펑보위 역
- 2015년 Mnet 금요드라마 《칠전팔기 구해라》 - 헨리 첸타오 역
- 2015년 KBS2 월화드라마 《오 마이 비너스》 - 김지웅 역
- 2021년 드라마월드2 - 우성이 역

## 영화
- 2014년 《파이널 레시피》
- 2019년 《안녕 베일리》
- 2020년 《정도》

## 웹드라마
- 2017년 《썰스데이2》 9화 - 취업하고 달라진 남친 썰

## CF 및 광고
- 스프라이트 (2014)
- KFC - 세 번 보이는 갈릭 치킨 (2014)
- 아키 클래식 (2015 ~ 2016)
- 이니스프리 (2016)
- Tmall - Fly Over Kitchen (중국·2016)
- 두바이 관광청 - 두바이 방문기 (2016 ~ 2017)
- 아메리칸 이글 (2017 ~ 2018)
- 이케아 (2017)
- 매일유업 (2017)
- 유니클로 스포츠 - 작심30일 프로젝트 (2017)
- 크록스 - Come You Are (2017)
- 비타소이 (중국·2017)
- 켈로그 시리얼 Tmall (중국·2017)
- 아모레퍼시픽 한율 (2018)
- 도요타 자동차 프리우스C (2018)
- 동서식품 맥심 아이스커피 (2018)
- 라포티셀 (2018)
- 오리온 꼬북칩 (2018)
- 커스텀멜로우 (2018)
- SK브로드밴드 (2018 ~ 2019)
- IOPE (중국 2018)
- 야나두 (2018)
- 동아오츠카 오로나민C (2019)
- 파파존스 (2020)
- 버드와이저 (2020)

## 수상 및 후보
| 연도 | 시상식                                  | 부문                           | 작품                                   | 결과 |
| ---- | --------------------------------------- | ------------------------------ | -------------------------------------- | ---- |
| 2013 | Mnet 20's Choice                        | 20's Booming Star Male         | 달콤한 레시피                          | 후보 |
| 2014 | 메트로 라디오 만다린 히트 뮤직 어워드   | 최고 인기 아이돌상             | 빈칸                                   | 수상 |
| 2014 | 메트로 라디오 만다린 히트 뮤직 어워드   | 최고 남자 댄스가수상           | 빈칸                                   | 수상 |
| 2014 | 메트로 라디오 만다린 히트 뮤직 어워드   | 올해의 노래상                  | 빈칸                                   | 수상 |
| 2014 | 싱가포르 엔터테인먼트 어워드            | 아시아 최고 신인상             | 트랩(Trap)                             | 수상 |
| 2014 | 싱가포르 엔터테인먼트 어워드            | 최고 인기 케이팝 뮤직비디오 상 | 트랩(Trap)                             | 수상 |
| 2014 | IFPI 홍콩 음반판매대상                  | 한일 최대 판매 앨범상          | 트랩(Trap)                             | 수상 |
| 2014 | MBC 방송연예대상                        | 남자 신인상                    | 진짜 사나이                            | 수상 |
| 2017 | 제14회 에스콰이어 맨 앳 히즈 베스트     | 연도신세력아이돌상             | 빈칸                                   | 수상 |
| 2017 | 2016-2017 태국헤드라인뉴스 연도풍운인물 | 연도풍운인물 최고영향력상      | 빈칸                                   | 수상 |
| 2017 | MBC 방송연예대상                        | 버라이어티부문 남자 우수상     | 나 혼자산다, 세모방 : 세상의 모든 방송 | 수상 |
| 2019 | MTN 광고 페스티벌                       | CF 스타상                      | 빈칸                                   | 수상 |
| 2019 | 제14회 에이어워즈                       | 크리에이티브 부문              | 빈칸                                   | 수상 |
| 2019 | 2020 대한민국 퍼스트브랜드 대상         | 엔터테이너 부문                | 빈칸                                   | 수상 |
| 2019 | MBC 방송연예대상                        | 베스트 커플상 (with 기안84)    | 나 혼자산다                            | 수상 |
| 2019 | MBC 방송연예대상                        | 베스트 팀워크상                | 나 혼자산다                            | 수상 |

## 같이 보기
- 헨리의 작품 목록
- 홍콩계 캐나다인(영어판)
- 대만계 캐나다인(영어판)
- 중국계 캐나다인

## 참조
1. ↑  스타킹 헨리 신지호 화제…"헨리 바이올린 실력 봤어?"…대박! MBN 2014-03-30